# Sentiero nella foresta, Barbizon
Sentiero nella foresta, Barbizon (Allée en forêt, Barbizon) è un dipinto a olio su tavola (16x25 cm) realizzato nel 1883 dal pittore Georges-Pierre Seurat. Fa parte di una collezione privata.
Seurat realizza questo quadro durante una vacanza a Barbizon nella foresta Fontainebleau.